# Großbrannenberg
Großbrannenberg ist eine Gemarkung im Gemeindegebiet von Brannenburg südlich des Kirchbachs und westlich des Grießenbachs. Bis 1977 bildete sie die gleichnamige Gemeinde Großbrannenberg. Die Gemeinde umfasste 1964 eine Fläche von ca. 563 Hektar.

## Ehemalige Gemeinde Großbrannenberg
Die Gemeinde Großbrannenberg entstand mit dem bayerischen Gemeindeedikt von 1818. Im Zuge der Gebietsreform in Bayern wurde sie am 1. Januar 1978 aufgelöst und vollständig in die Gemeinde Brannenburg eingegliedert. Hauptort der Gemeinde war Sankt Margarethen.

### Einwohnerentwicklung
- 1840: 0.191 Einwohner[3]
- 1867: 0.217 Einwohner[3]
- 1900: 0.177 Einwohner[3]
- 1925: 0.235 Einwohner[3]
- 1939: 0.222 Einwohner[3]
- 1950: 0.356 Einwohner[3]
- 1961: 0.254 Einwohner[1]
- 1970: 0.241 Einwohner[2]

### Ortsteile
| - Baumgarten - Bichl - Brunnthal - Gembachau - Gmain | - Hinterkronberg - Hinterleiten - Höf - Höllenstein - Mail | - Sankt Margarethen - Thann - Vorderkronberg - Vorderleiten |